# Oscar Stenvall
Frans Oscar Stenvall, född 30 mars 1856 i Göteborg, död 13 december 1916 i Göteborg, var en svensk målare.
Han var gift med Anna Bergman. Stenvall som ursprungligen arbetade inom hantverksmåleriet som gesäll ändrade inriktning och studerade vid Konstakademien i Stockholm 1879–1883. Han fortsatte därefter sina studier i München 1883–1885 och i Paris 1885–1887. Han vistades tillsammans med Georg Pauli en tid 1886 i Barbizon där han som målare inte gjorde mycket väsen av sig utan försökte istället göra samlivet i målarbyn muntrare med gemensamma utflykter till Fontainebleauskogen. Efter studieresor till Italien och Belgien återvände han till Göteborg där han arbetade som porträttmålare men efterhand inriktade han sig på ett mer kommersiellt romantiskt betonat måleri med motiv från bland annat Brügge som han använde i de för honom inkomstbringade konstlotterier han anordnade i samband med sina utställningar. De göteborgska konstkritikerna avstod att bedöma hans romantiska måleri. Separat ställde han ut ett flertal gånger i Göteborg och tillsammans med Anders Olson ställde han ut på Blanche konstgalleri i Stockholm 1910. Han medverkade i samlingsutställningar arrangerade av Konstföreningen för södra Sverige, konstutställningarna i Göteborg 1886 och 1896, den nordiska utställningen i Köpenhamn 1888 och Göteborgs konstförenings retrospektiva utställning samt Konstakademiens utställning 1885. Hans konst består av genremålningar, interiörer, porträtt huvudsakligen utförda i olja. Stenvall är representerad vid bland annat Nationalmuseum, Västergötlands museum, Göteborgs konstmuseum och Göteborgs historiska museum.

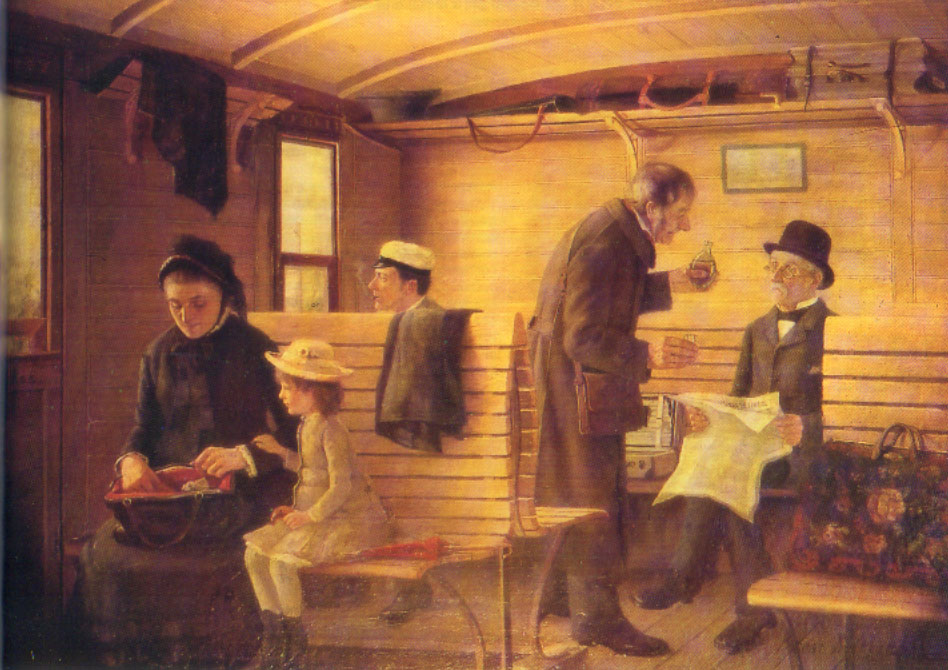
Tredjeklassvagn, målning av Oscar Stenvall.